# Benedetto Benedetti (calciatore)
Benedetto Benedetti (Pietrasanta, 30 giugno 1907 – Lucca, 13 gennaio 1978) è stato un calciatore italiano, di ruolo attaccante.

## Caratteristiche tecniche
Giocava come centravanti.

## Carriera
Esordisce nel Pietrasanta, squadra della sua città natale, con cui disputa le stagioni 1928-1929 e 1929-1930 nel campionato di Seconda Divisione. L'anno successivo gioca invece con il Montecatini, sempre nella stessa categoria. Nel 1931 all'età di 24 anni viene ceduto al Siracusa, società militante in Prima Divisione (la terza serie dell'epoca).
Nella stagione 1931-1932 segna 22 gol in 26 partite, rimanendo in Sicilia anche nel corso della stagione 1932-1933 che invece chiude con 12 reti in 19 presenze, per un totale di 34 gol in 45 presenze nell'arco di due campionati.
Viene poi ceduto al Foggia, società militante in Serie B; durante la stagione 1933-1934 segna 7 gol in 23 presenze nella serie cadetta, mentre nella stagione 1934-1935 gioca 17 delle 28 partite in programma nella Serie B 1934-1935 andando a segno 4 volte. A fine anno lascia il Foggia, con un totale di 40 presenze ed 11 gol in Serie B.
Nella stagione 1936-1937 ha segnato 8 gol in 16 presenze con la maglia del Grosseto in Serie C, categoria in cui ha militato anche nella stagione 1937-1938 segnando 9 gol in 16 presenze. Nella stagione 1939-1940 è tornato al Pietrasanta, con cui ha giocato un campionato in Prima Divisione. Nella stagione 1940-1941 torna poi al Forte dei Marmi, in Serie C; nella stagione 1941-1942 segna 5 gol in 19 presenze in questa categoria, mentre nella stagione 1942-1943 segna un gol nell'unica partita di campionato disputata.
Morì di cancro nel 1978 a Lucca.